# Second d'Asti
Pour les articles homonymes, voir Second.
Second d'Asti († 134) est un martyr chrétien, célébré comme saint par l'Église catholique romaine le 30 mars.

## Histoire et tradition
Second était un soldat, qui fut torturé puis décapité pour avoir refusé d'abjurer sa foi chrétienne, en l'an 134 selon la tradition.
Son hagiographie n'est connue que par l'histoire locale et par le récit qu'en a fait Jacques de Voragine dans  La Légende dorée, qui se serait inspiré d'une Vita ancienne relatant le martyre de saint Marcien à Tortone. En fait, le jeune Second, après avoir été converti et instruit par l'évêque Marcien, aurait pris soin de sa sépulture. Après avoir ordonné le martyre du pontife par décapitation, le préfet romain d'Asti réitéra avec ceux qui l'avaient côtoyé de près, y compris Second qui fut exécuté de la même façon. 
Sa vénération et les récits légendaires de sa vie se sont répandus à partir du IXe siècle. 
Il est représenté en tenue de soldat, parfois portant la maquette de la ville d'Asti. Un tableau de Bernardo Strozzi, de 1640 le représente en compagnie de l'ange qui l'a visité dans sa prison.
Il est le saint patron des villes d'Asti et Vintimille. Dans le Martyrologe romain, il est inscrit au 29 mars, mais il est fêté le 30 mars, date supposée de sa mort. Une église d'Asti est placée sous son vocable. 

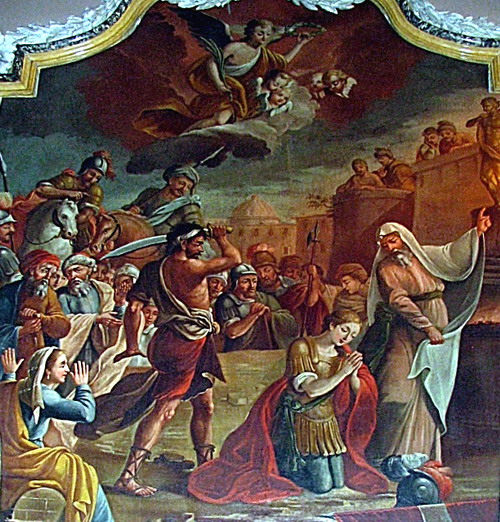
Le Martyre de Saint Second, détail d'une peinture de la collégiale Saint-Second d'Asti (XIXe siècle).
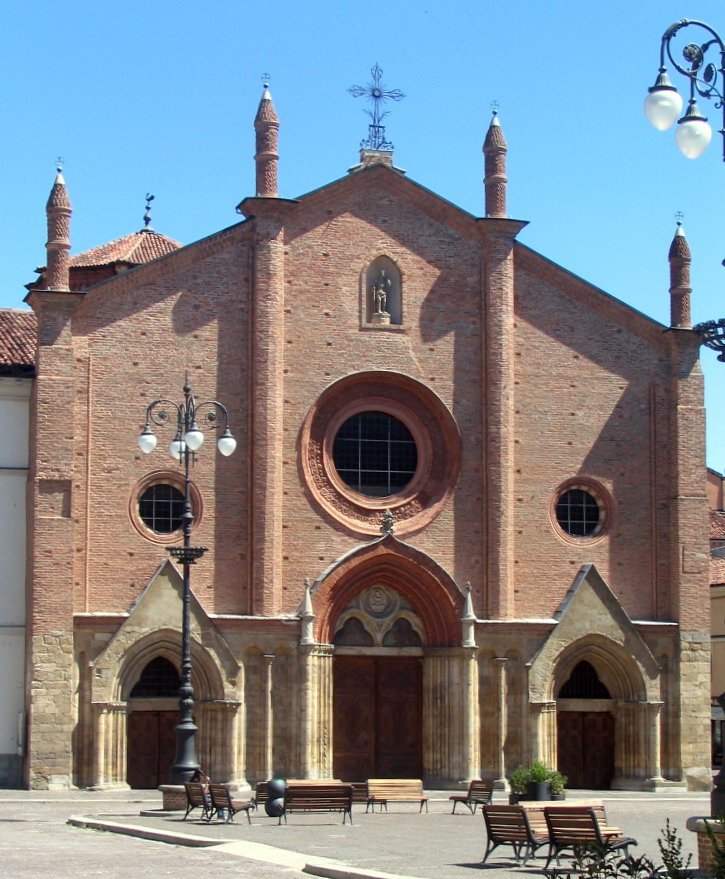
L'église Saint-Second d'Asti.

## Sources
- Jacques de Voragine, La Légende dorée, sous la direction d'Alain Boureau, Paris, Éd. Gallimard, « Bibliothèque de la Pléiade », février 2004  (ISBN 2 07 011417 1).
- Rosa Giorgi, Le petit livre des Saints, Larousse, 2006, p. 192  (ISBN 2-03-582665-9)

## Liens
- Ressource relative à la littérature :   - Archives de littérature du Moyen Âge
- Notices d'autorité :   - VIAF
  - Vatican